# 骨木镶嵌
骨木镶嵌是中国浙江省宁波市的一项传统工艺，在木器表面嵌入动物骨骼进行装饰。2008年，骨木镶嵌被列入第二批国家级非物质文化遗产保护名录。

## 发展历史
骨木镶嵌工艺诞生于隋唐，经历木雕、实剔木雕、木嵌、骨木和嵌几个发展阶段。明末清初，随着红木的进口，骨木镶嵌工艺逐渐成熟。到清代乾隆年间，骨木镶嵌工艺日臻成熟，在宁波本地家具装饰中得到广泛应用，并流传到长江中下游其他地区。鸦片战争后开始没落，目前工艺已濒临失传。

## 材料与工艺
骨木镶嵌的主要材料是螺甸、象牙、牛骨、黄杨木和彩石，木料为红木或花梨木，制作方法有高嵌、平嵌、高平混嵌三种。

## 常见题材
骨木镶嵌作品的常见题材有民间传说、历史故事、风俗、梅兰竹菊、和合二仙（寒山、拾得）等，用意为表现吉祥。